# 帯広市立帯広第二中学校
帯広市立帯広第二中学校（おびひろしりつ おびひろだいにちゅうがっこう）は、北海道帯広市に所在する公立（市立）中学校。

## 生徒数
- 生徒数 - 237人
  - 1年生 - 75人
  - 2年生 - 78人
  - 3年生 - 84人
  - 特別支援学級（内数）- 22人

2020年（令和2年）5月1日現在

## 沿革
- 1947年（昭和22年）5月1日 - 帯広市立西小学校に間借りする形で帯広市立帯広第二中学校 が開校する[1]。
- 1948年（昭和23年）12月31日 - 現在地に移転する[1]。
- 1979年（昭和54年）5月 - 新校舎が落成する[1]。

## 部活動
- サッカー部
- 女子ソフトテニス部
- 男子バスケットボール部
- 女子バスケットボール部
- 男子バドミントン部
- 女子バドミントン部
- 吹奏楽部
- 文芸部

2025年（令和7年）8月現在